# 青鳖甲蜗牛
青鳖甲蜗牛（学名：Petalochlamys vesta），是柄眼目鳖甲蜗牛科Petalochlamys的一种。主要分布于台湾，常栖息在落叶覆盖潮湿的腐殖质土底。